# Dwór w Ślęzie
Dwór w Ślęzie (niem. Schloss Lohe, Zamek Topacz) – zabytkowy dwór w miejscowości Ślęza graniczącej z Wrocławiem.
Dwór wybudowany w XIV-XV w. pierwotnie posiadał średniowieczną, gotycką rycerską wieżę mieszkalną, przebudowywany został w 1618 (dobudowano skrzydło południowe części renesansowej), a w latach 1857–1889 barokowe skrzydło północne, które rozebrano po roku 1974.

## Historia
Jako pierwsza powstała otoczona fosą wieża warowna, w XV w. podwyższona o jedną kondygnację. Jest to jedna z dwóch zachowanych średniowiecznych wież mieszkalnych w okolicach Wrocławia. Druga znajduje się w Biestrzykowie. W środku znajdują się m.in.: malowidła w glifach okiennych na parterze oraz kominek z herbem mieszczańskim z 1618 roku, prawdopodobnie rodziny Nicius.
Obiekt jest częścią zespołu dworskiego w skład którego wchodzi jeszcze park z pierwszej poł. XVII w., zmiany w poł. XIX w. oraz oficyna z drugiej poł. XVIII w. 
Obiekt przetrwał bez uszczerbku II wojnę światową, jest częścią zespołu, w skład którego wchodzą jeszcze: oficyna, z drugiej połowy XVIII w., park pałacowy, z pierwszej połowy XVII w., zmieniony w pierwszej połowy XIX w.
Od 2011 dwór jako Zamek Topacz pełni funkcje hotelu, w którym jest 81 pokoi, basen, sauna, jacuzzi i restauracje. W przyległych budynkach urządzono Muzeum Motoryzacji z dwustoma eksponatami. Znajduje się tam największa w Polsce kolekcja samochodów Rolls Royce & Bentley. Na terenie Zamku Topacz jest także Lumina Park, gdzie w sezonie jesienno-zimowym na odwiedzających czekają instalacje artystyczne.  Teren na którym znajduje się zamek zajmuje aż 50 ha. Są tam m.in. korty tenisowe, ścieżki rowerowe, trasy kajakowe i strzelnica golfowa.

## Ciekawostki
W sali balowej zamku kręcone były zdjęcia do filmu „Wkręcony” w reżyserii Piotra Śmigasiewicza.

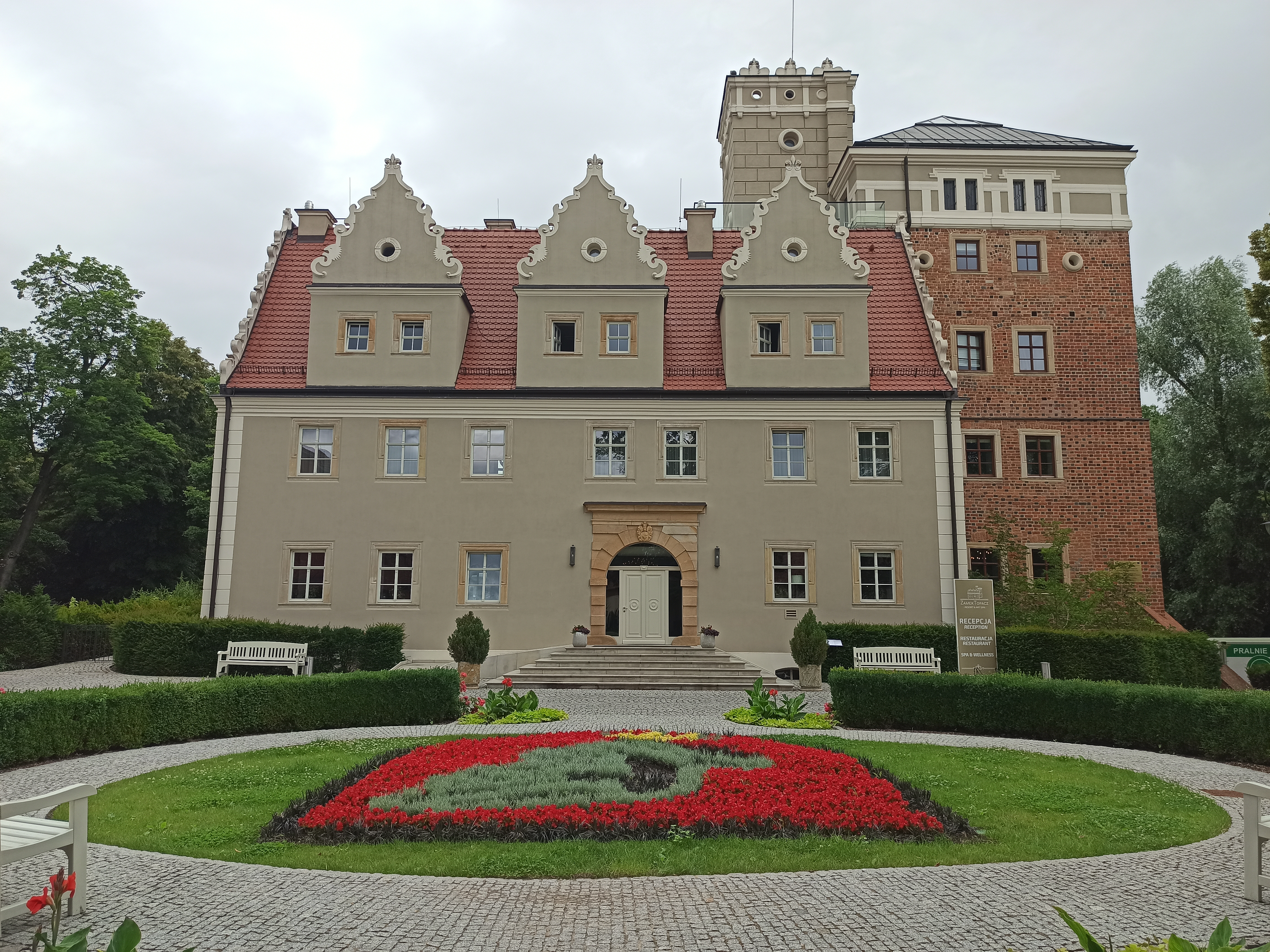
Wejście z herbem Topacz
Herb Topacz Kurzewskich